# Estación de autobuses de Pontevedra
La Estación de Autobuses de Pontevedra es la terminal de transporte de viajeros por carretera de la ciudad española de Pontevedra. Permite el tráfico de autobuses interurbanos, con destinos nacionales o internacionales.

## Ubicación
La estación de autobuses de Pontevedra está situada en la zona sur de la ciudad, en la Avenida de la Estación, frente a la estación de ferrocarril, junto al río Gafos. Se encuentra a 400 metros de la circunvalación PO-10 y próxima a la autopista AP-9.

## Historia
Desde los años de la posguerra, en la década de 1940, Pontevedra venía reclamando una estación de autobuses para centralizar el transporte de viajeros en autocar, acorde con su condición de capital de provincia. Tras muchas gestiones en Madrid, Calixto González-Posada y Rodríguez fue el primer alcalde de la ciudad en anunciar la construcción de la estación. Sin embargo, el compromiso del gobierno español para su construcción no se materializó, ni en los años 40 ni en las décadas siguientes.
A falta de estación de autobuses, los autobuses que llegaban a Pontevedra paraban en varias calles céntricas como General Gutiérrez Mellado (antigua General Mola), Pastor Díaz, Benito Corbal, Sagasta, Cobián Roffignac, García Camba y la plaza de San José.
Finalmente, tras cuestionarse la elección de su ubicación por su relativa lejanía del centro de la ciudad en su momento, la estación de autobuses de Pontevedra se construyó en un solar frente a la estación de ferrocarril, en su lado oeste, cerca del río Gafos. El ingeniero encargado de la obra fue Moreno de la Casa. Las obras comenzaron en diciembre de 1976 y duraron dos años. La estación de autobuses fue inaugurada por el alcalde de Pontevedra, Joaquín Queizán Taboada, el 4 de diciembre de 1978. Sin embargo, la estación no entró en funcionamiento hasta el 24 de noviembre de 1980, con dos plantas, escaleras mecánicas y varios establecimientos comerciales en su interior. En 2015, las escaleras mecánicas fueron suprimidas y sustituidas por dos ascensores con capacidad para 13 personas cada uno.
El 13 de enero de 2020, la Junta de Galicia inició la gran reforma de la estación de autobuses, obra del arquitecto Manuel Vázquez Muiño, con un presupuesto de más de 6 millones de euros. Se renovaron por completo la fachada, el interior y los sistemas de información y se recuperó la cubierta original del edificio, potenciando un interior luminoso. También se renovaron las dársenas, se eliminaron las calzadas de los dos accesos rodados situados a ambos lados de la fachada principal de la estación y se construyó un nuevo acceso rodado en el lado suroeste hacia la avenida Josefina Arruti. Además, se construyó una plaza peatonal frente a la estación y una nueva conexión peatonal en el lado este con la estación de ferrocarril para fomentar el transporte intermodal de pasajeros y se recuperó y ajardinó la zona del río Gafos.
El nuevo acceso sur por carretera a la estación entró en funcionamiento el 1 de septiembre de 2021. Las obras de remodelación de la estación finalizaron en noviembre de 2022. La rehabilitación de la estación de autobuses de Pontevedra fue seleccionada en 2025 como finalista en la XXI edición de los Premios de Arquitectura del Colegio Oficial de Arquitectos de Galicia y galardonada con un accésit.

## Descripción
El edificio de la estación de autobuses de Pontevedra tiene dos plantas. La planta superior es accesible desde la plaza de la Avenida de la Estación, a través de una amplia rampa apta para minusválidos a lo largo de la parte central de la fachada y escaleras en los laterales. Esta planta alberga la entrada, un gran vestíbulo central, una cafetería diseñada como un jardín interior con distintos ambientes, oficinas de administración e información, aseos, un gran panel informativo frontal y ascensores. La planta baja da acceso a las 18 dársenas de embarque, dispuestas en batería, y cuenta con una zona de espera en el exterior.
La fachada consta de revestimiento blanco con chapa de acero microperforada, que le da un aspecto unificado, y numerosas ventanas. La cubierta, fiel a su diseño original, ofrece mucha luz gracias a múltiples lucernarios. En el interior, el amplio vestíbulo de la primera planta goza de luz natural y está dominado por texturas de madera.
Frente a la entrada principal de la estación hay una gran plaza peatonal pavimentada y con árboles, en cuyo lado sur hay una marquesina que marca un itinerario peatonal que une la estación de autobuses con la de ferrocarril. Al oeste de la plaza hay una zona de aparcamiento y un carril "kiss and ride" para los usuarios que llegan a la estación en coche o moto.

## Servicios
La estación de autobuses de Pontevedra está bien comunicada por diversas compañías de autobuses. Pontevedra está conectada por autobús con la mayoría de las ciudades de España y Galicia, así como con el extranjero, incluido el  aeropuerto de Oporto y Francia.

### Intermodalidad
La estación de autobuses de Pontevedra está situada junto a la estación de ferrocarril. Las dos estaciones están unidas por un paseo peatonal directo y una marquesina cubierta, complementados por una plaza de acceso peatonal frente a la estación de autobuses.
En las inmediaciones de la estación hay un aparcamiento en superficie y otro subterráneo. La estación está comunicada por autobuses urbanos (líneas 1 y 2); la parada de autobús se encuentra frente a la estación.

## Galería de imágenes

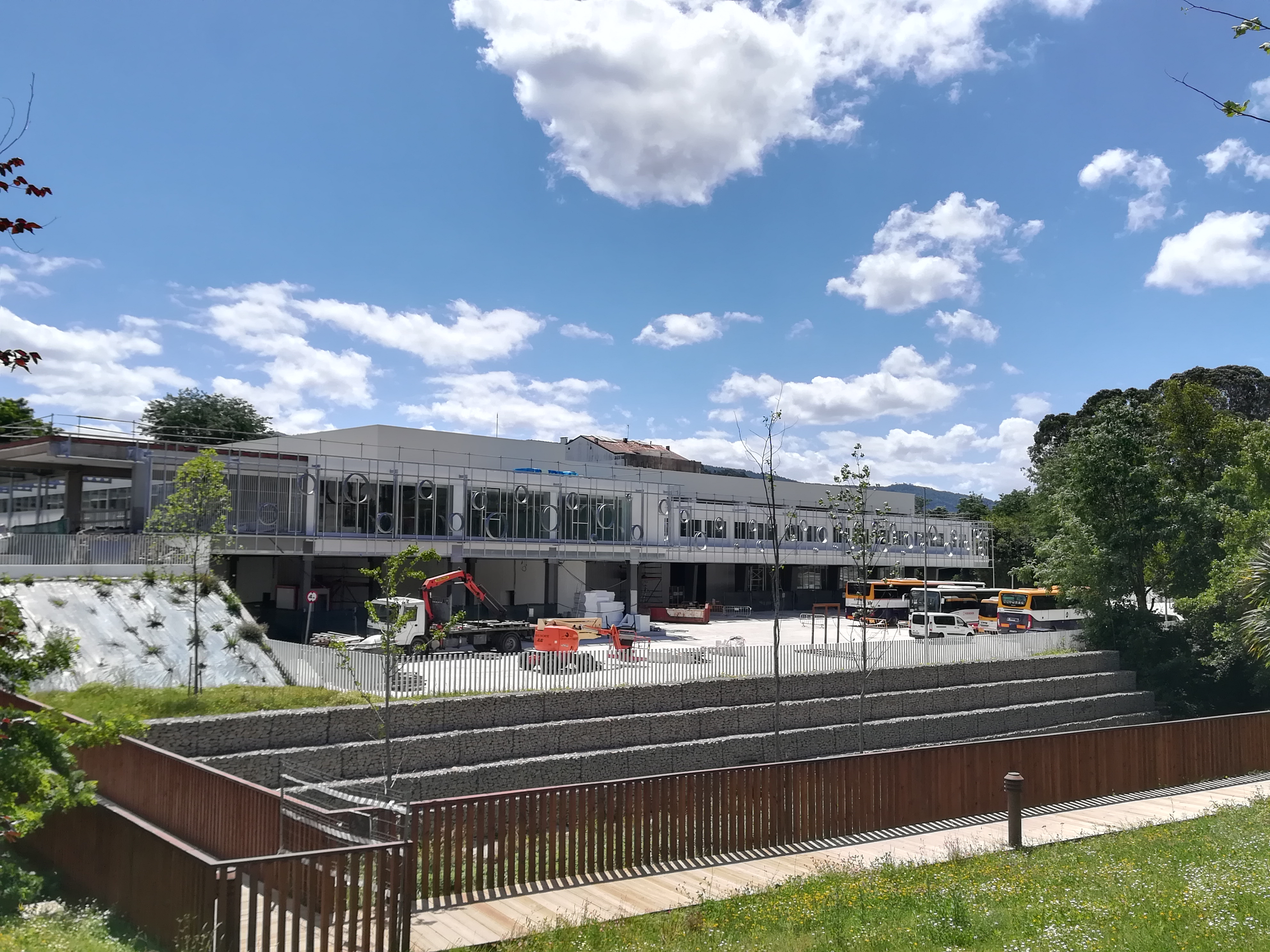
Lado oeste de la estación de autobuses
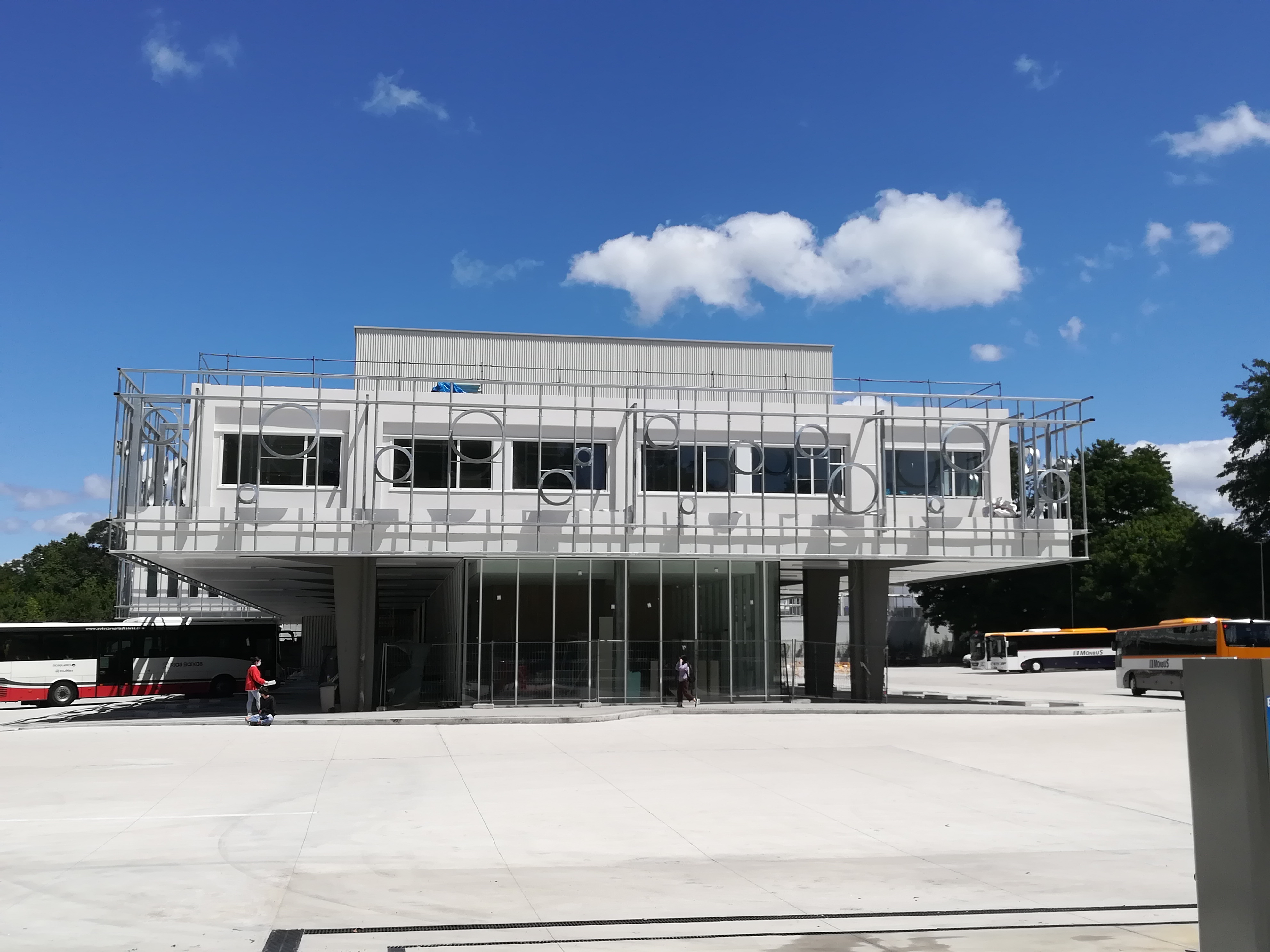
Fachada trasera de la estación
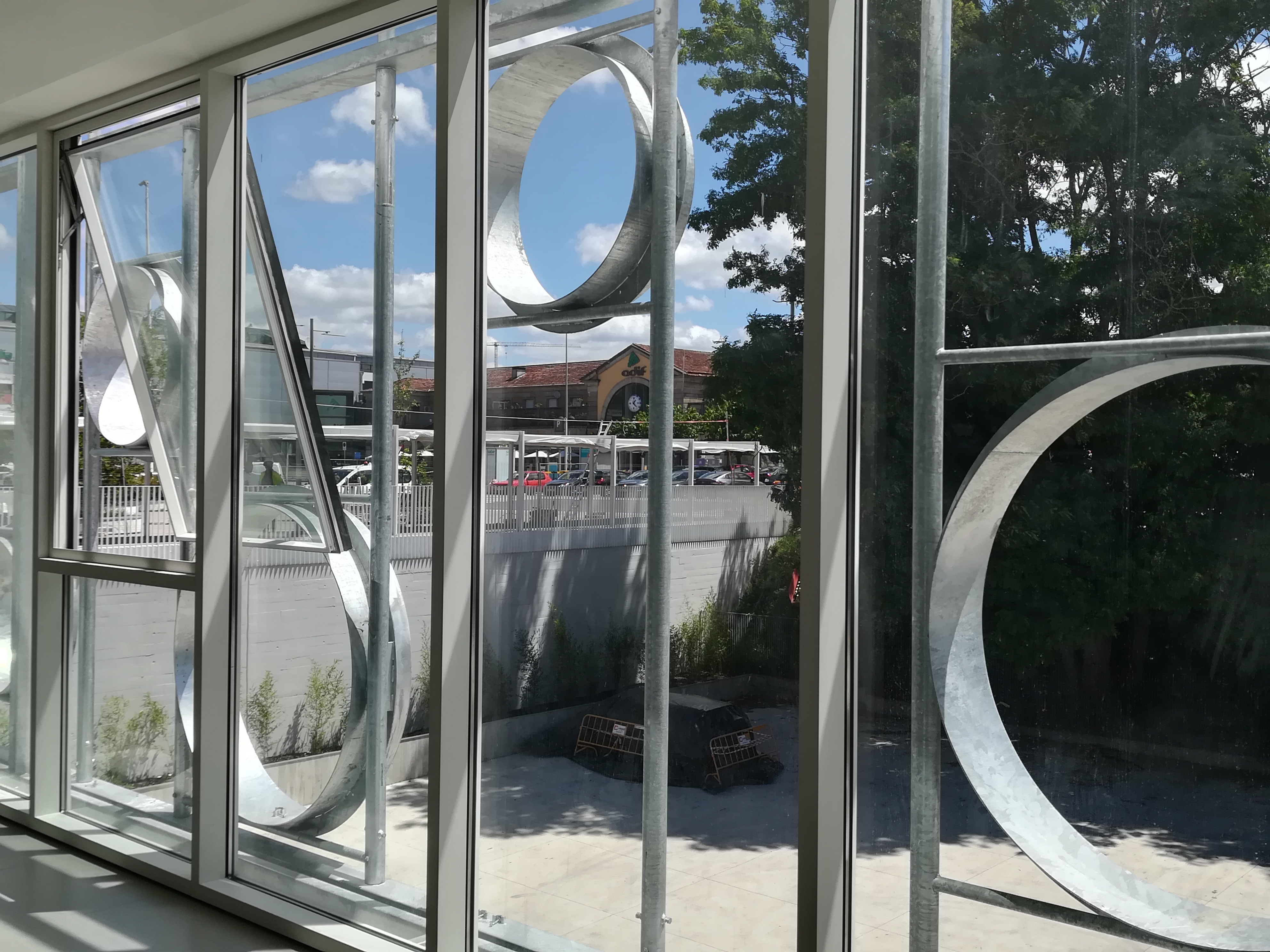
Ventanas de la estación con vistas a la estación de ferrocarril
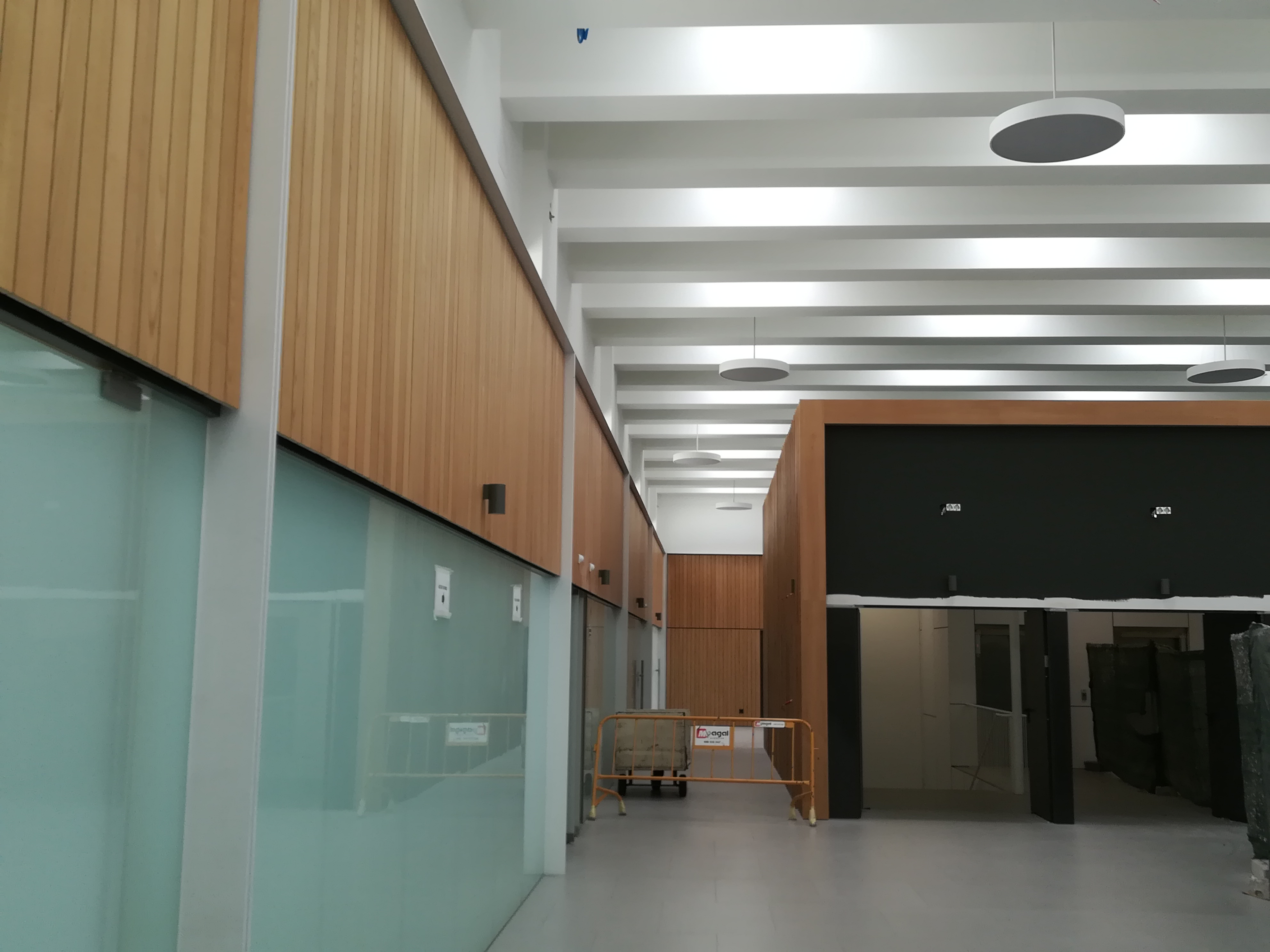
Interior de la estación
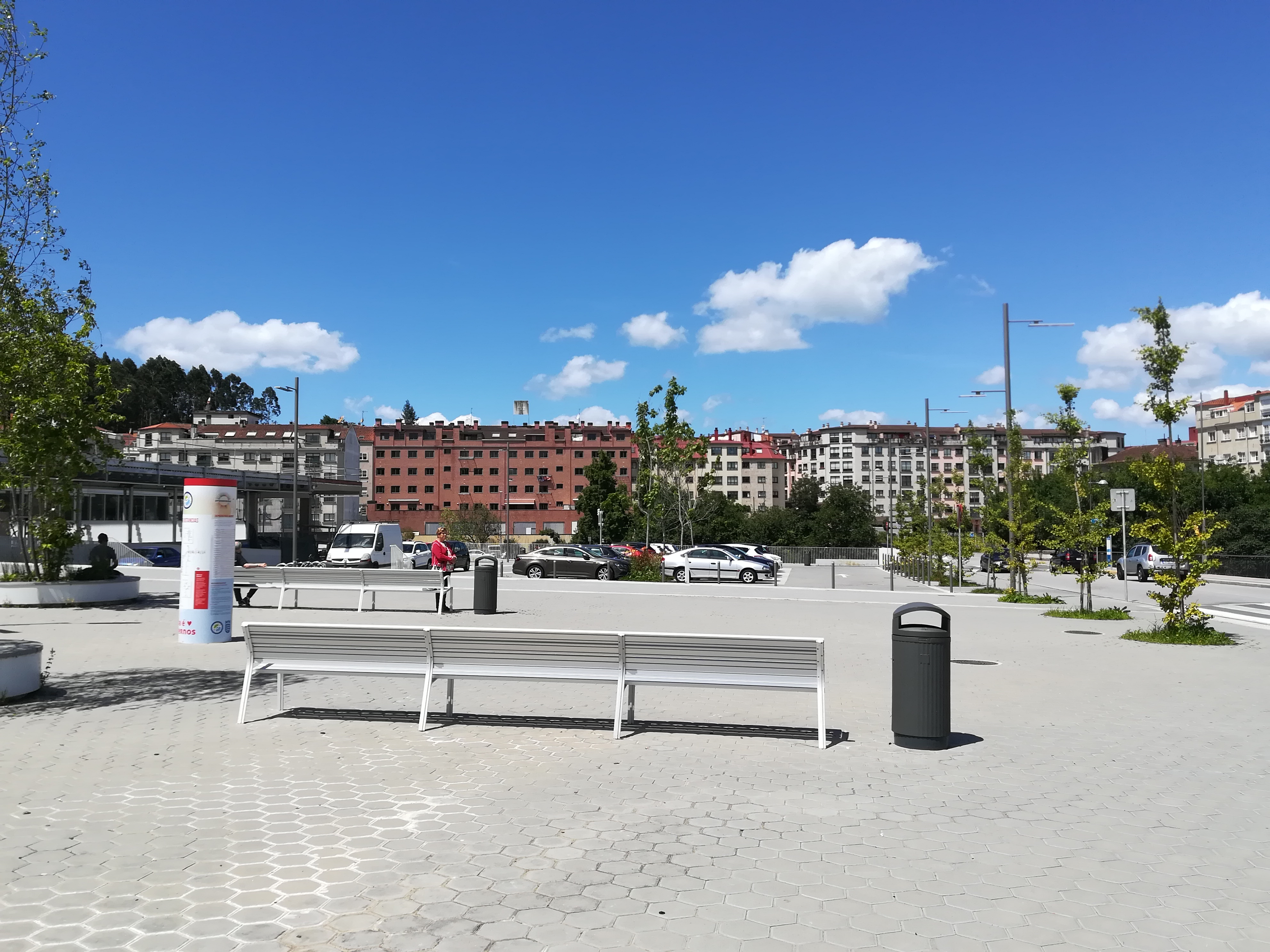
Plaza de la estación
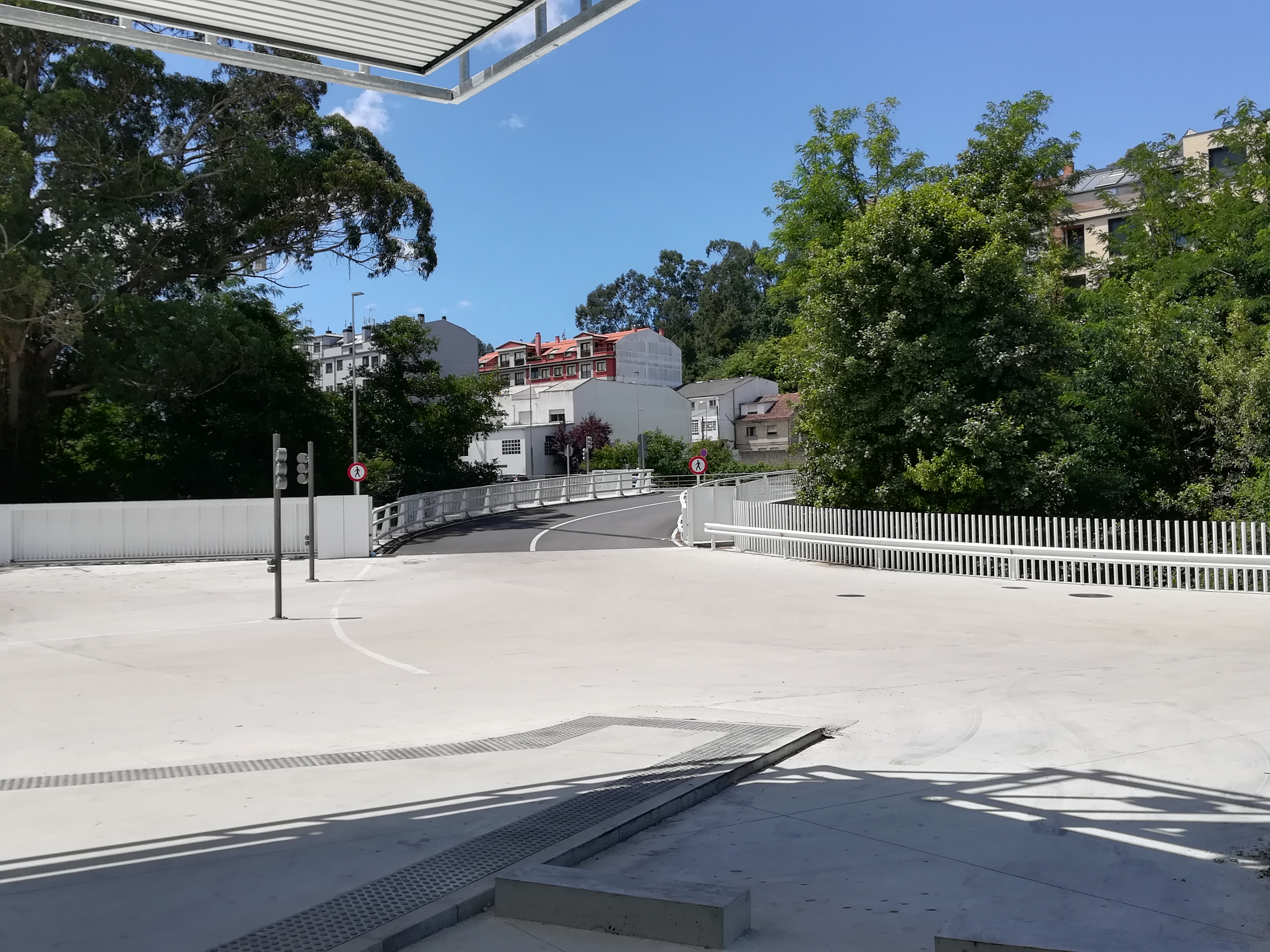
Salida y entrada de la estación de autobuses
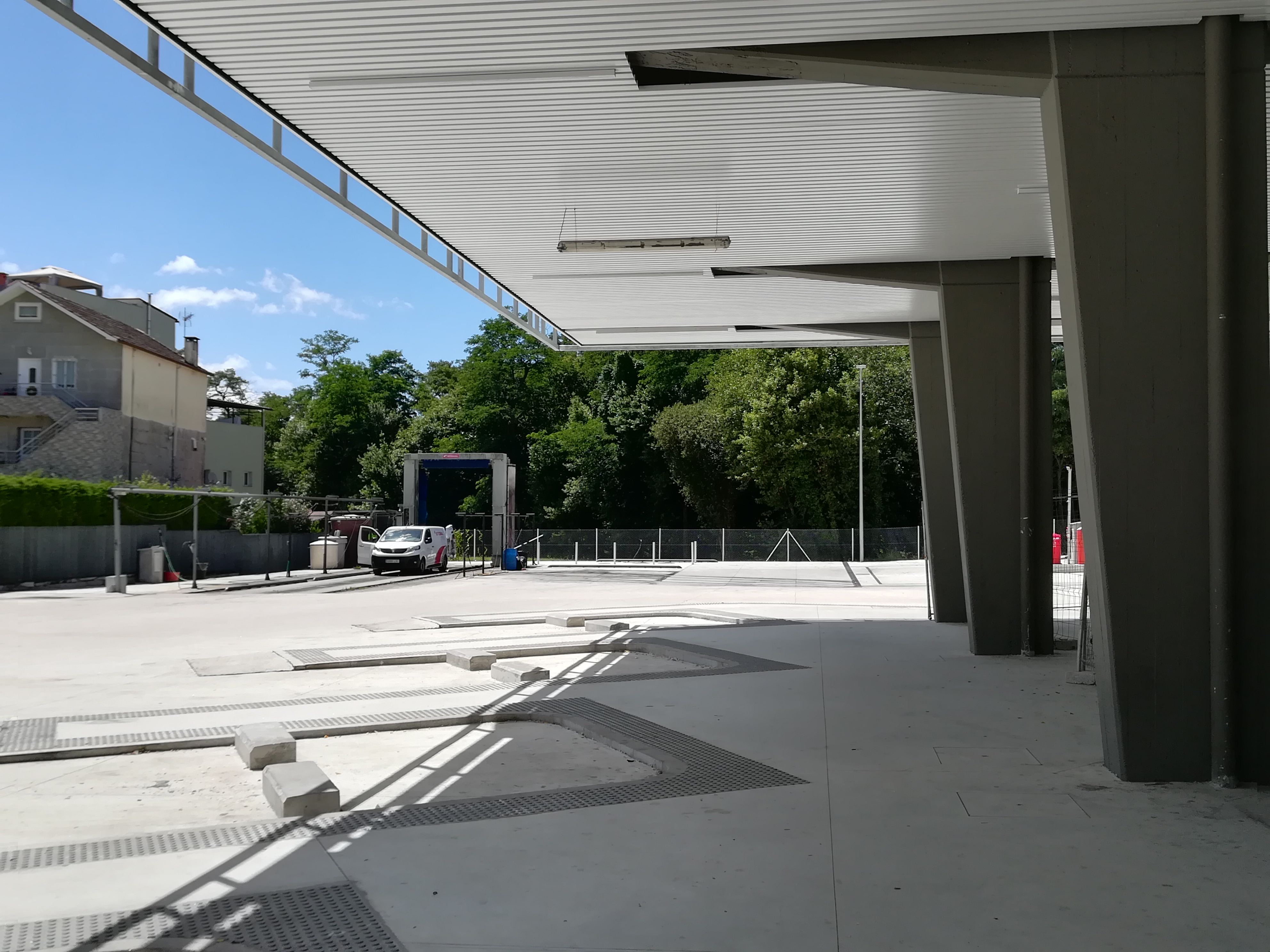
Dársenas del lado este
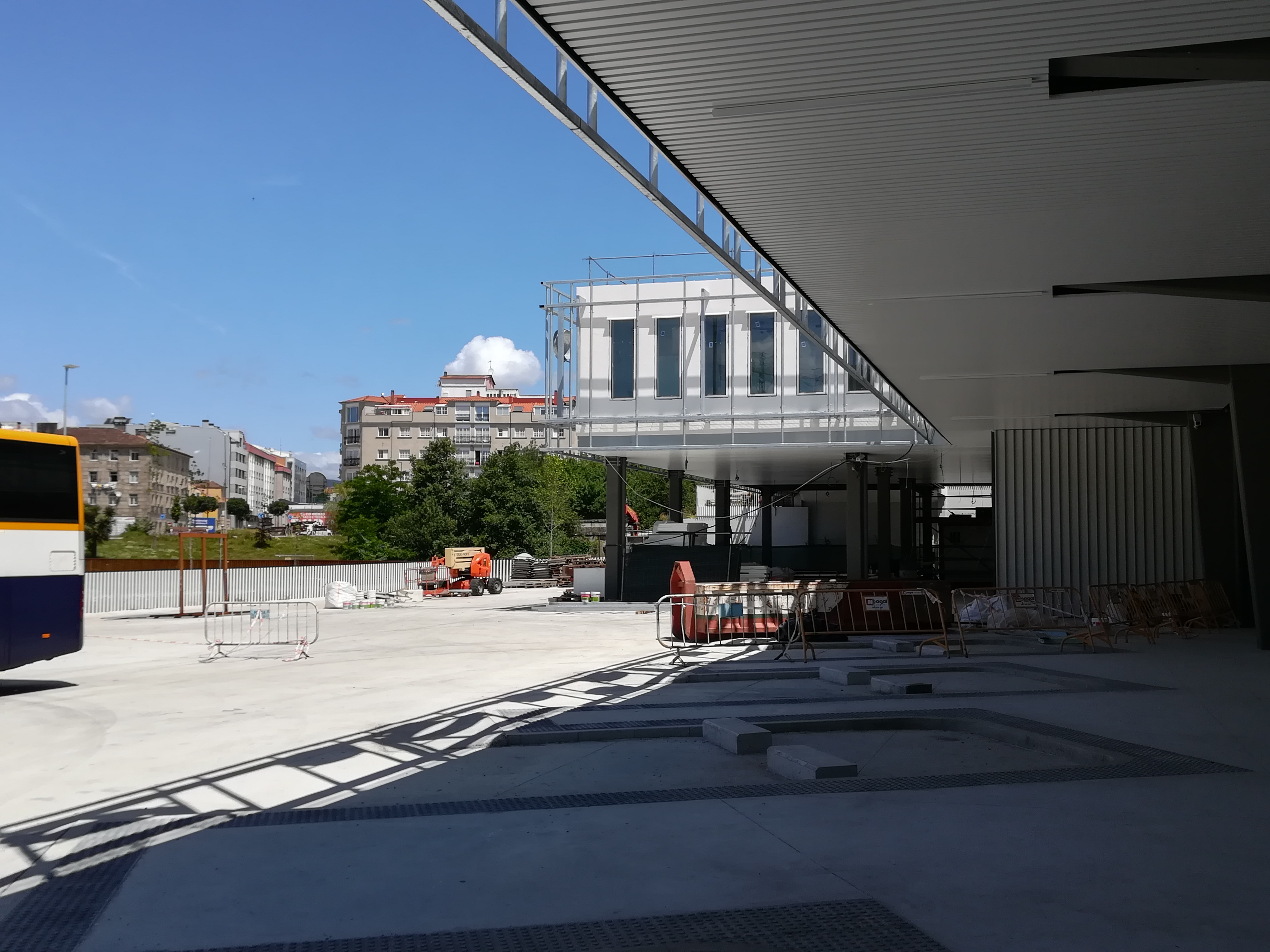
Dársenas del lado oeste
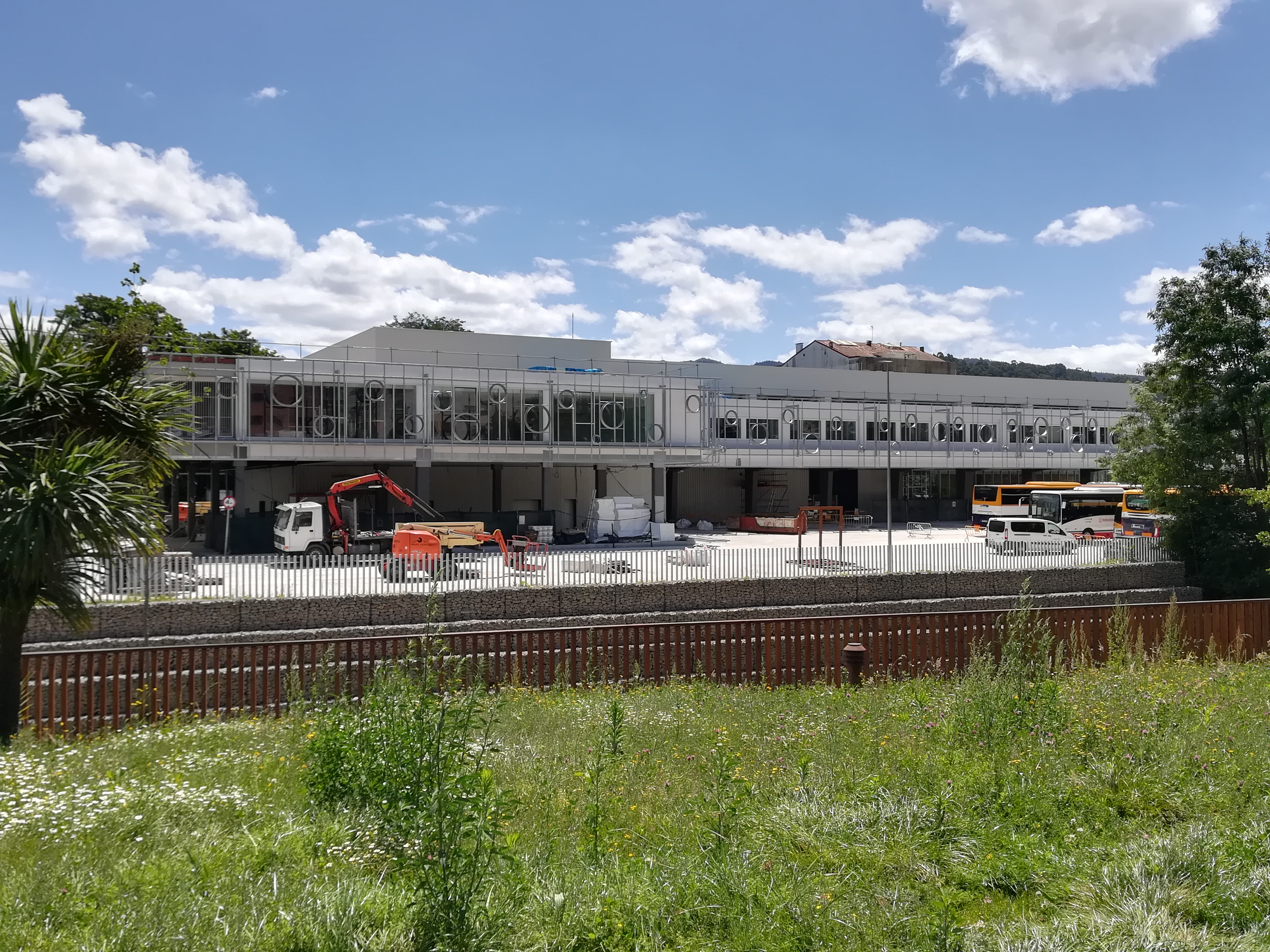
Fachada oeste de la estación
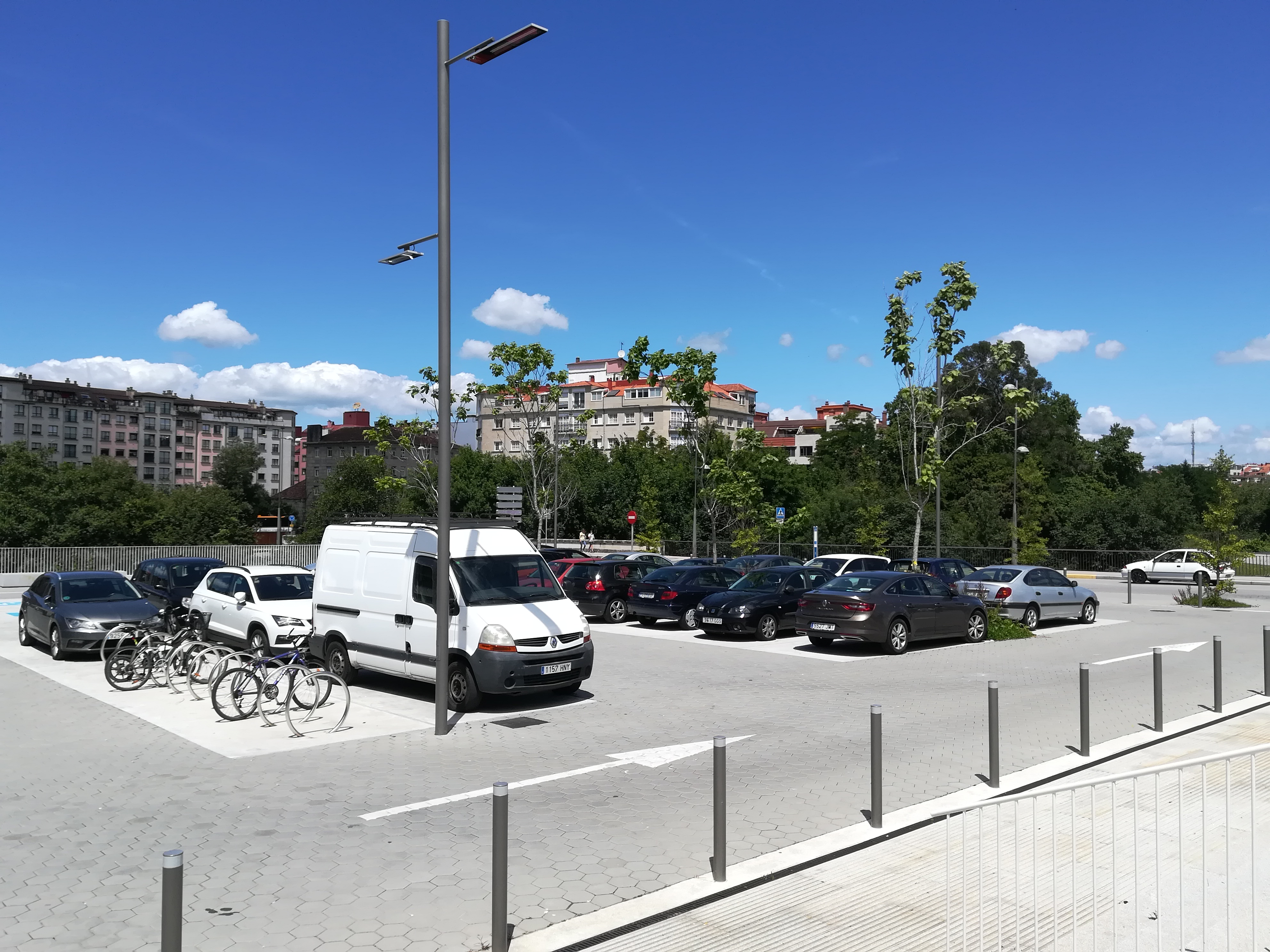
Aparcamiento y carril kiss and ride
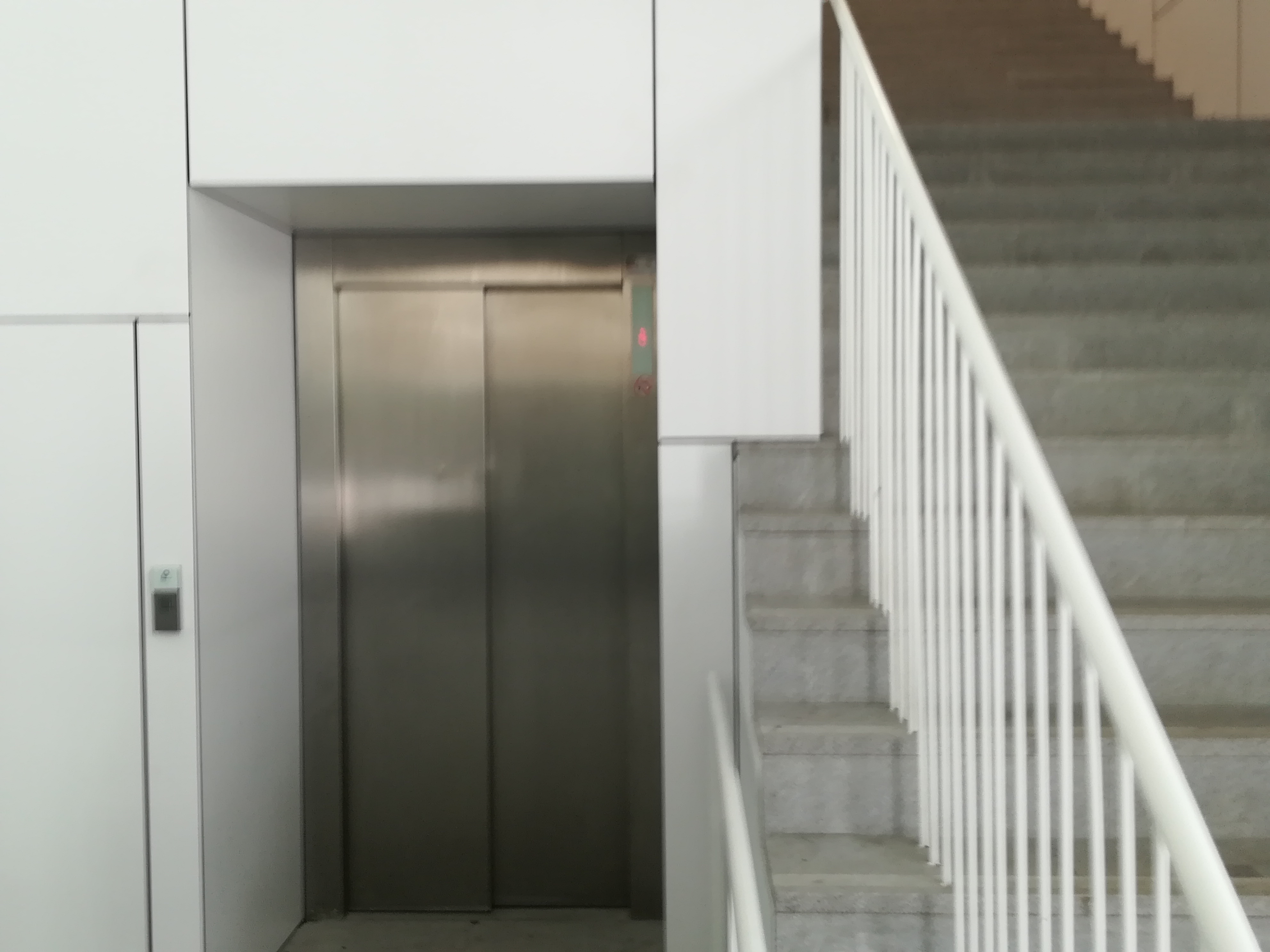
Uno de los ascensores y escaleras en el interior
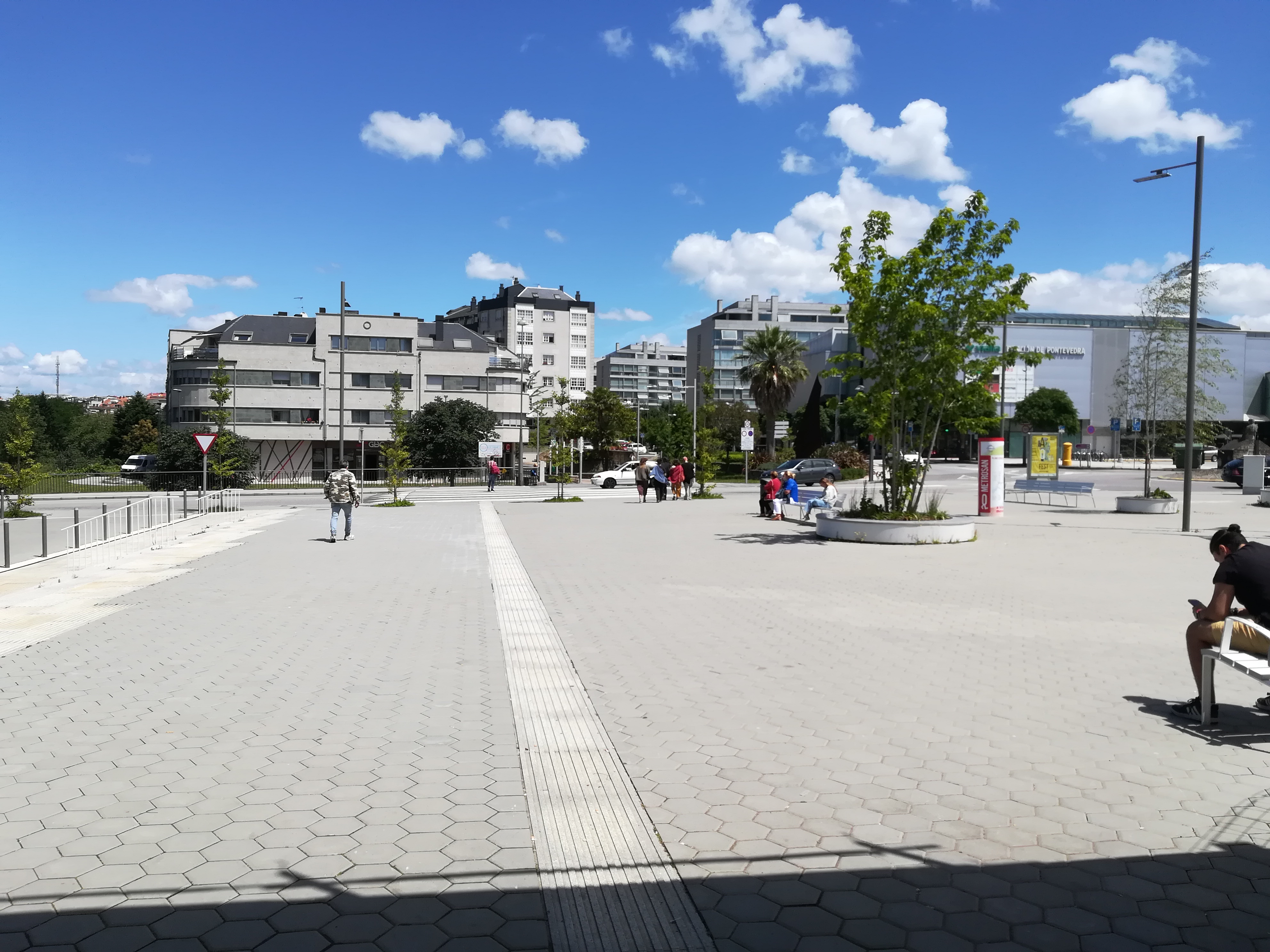
Plaza de la estación en frente a la calle Gorgullón
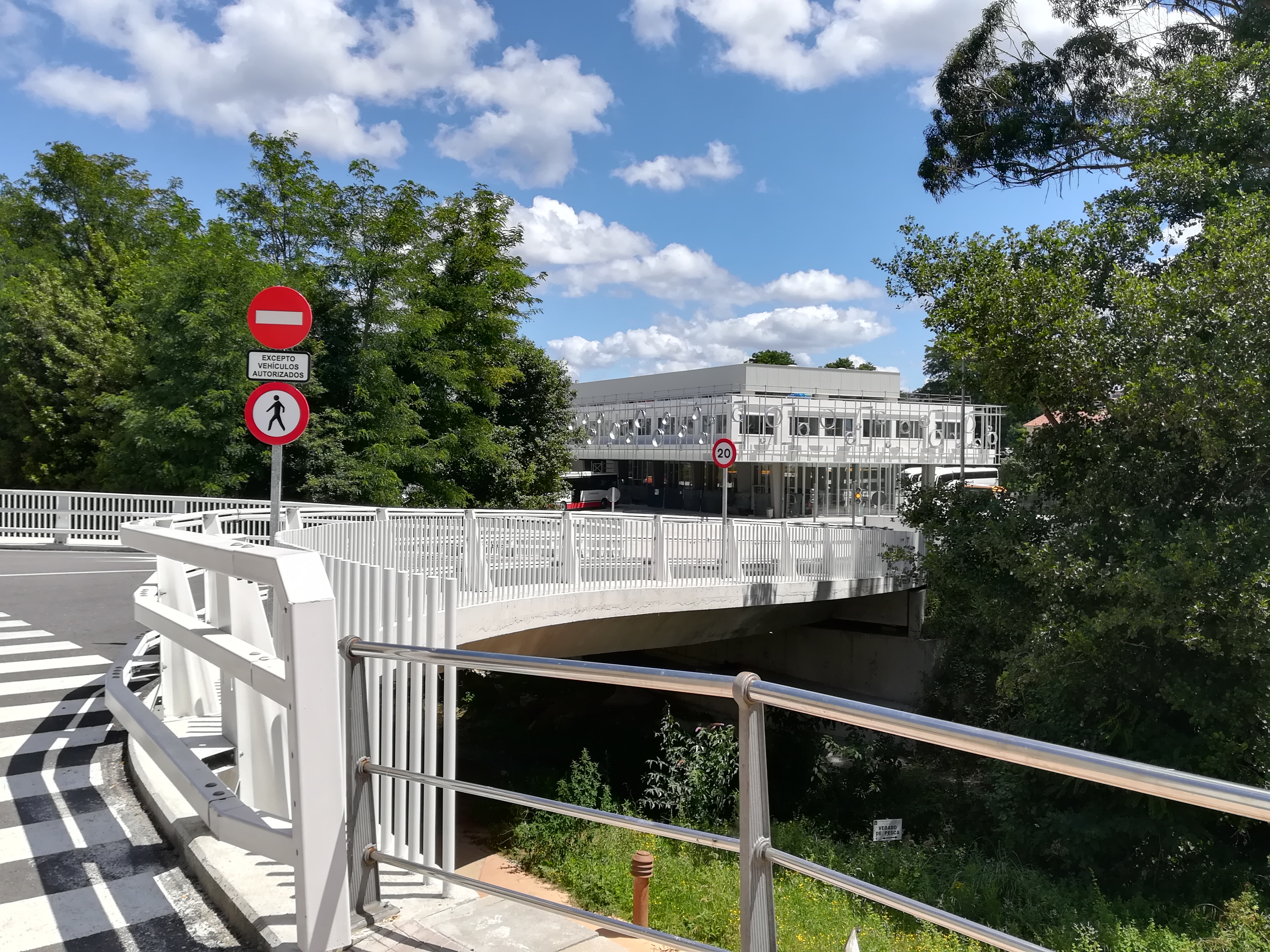
Puente para la entrada y salida de autobuses
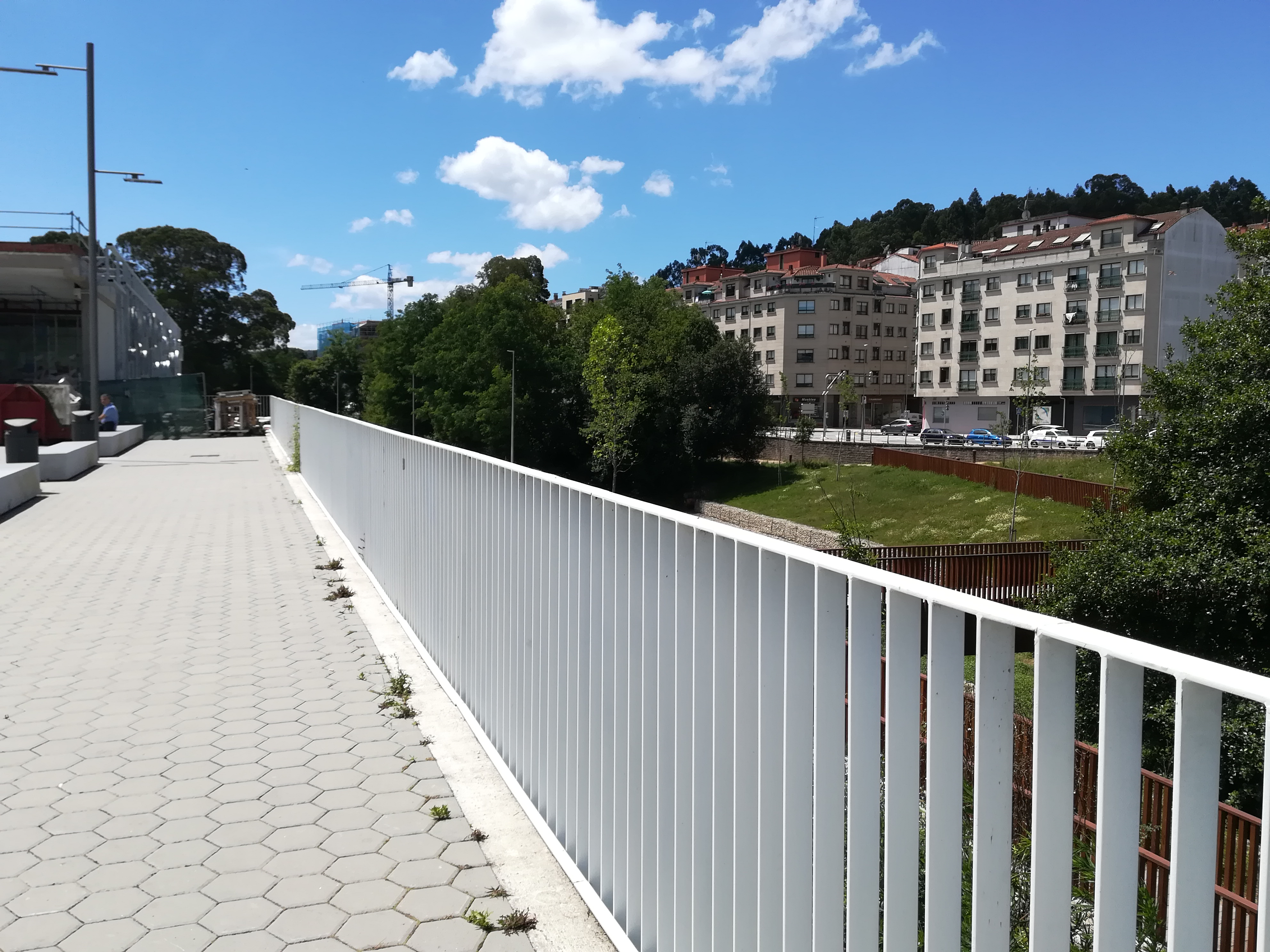
Barandilla de cierre de la plaza con vistas al río Gafos
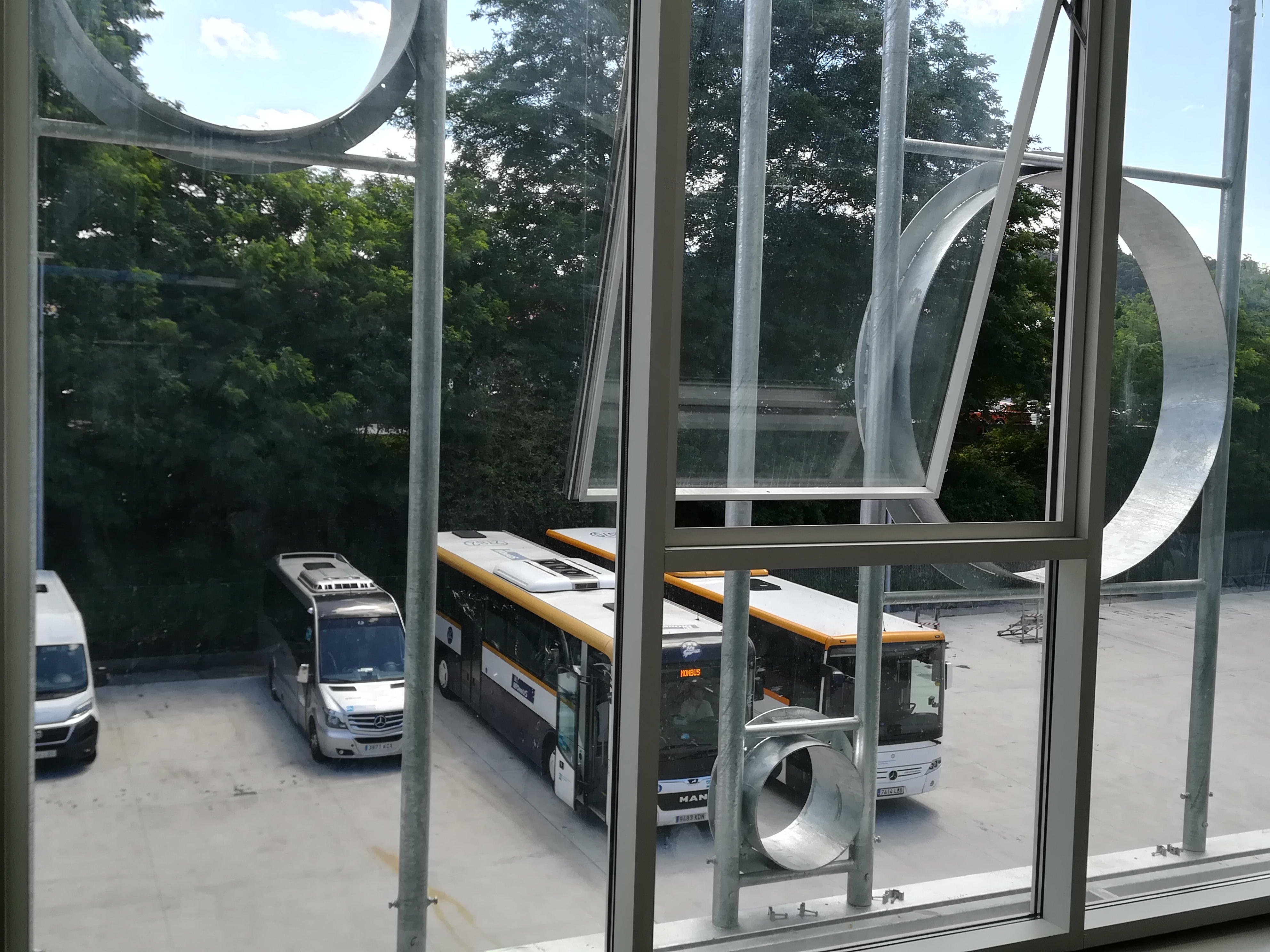
Ventanas de la estación de autobuses con vistas a los autocares
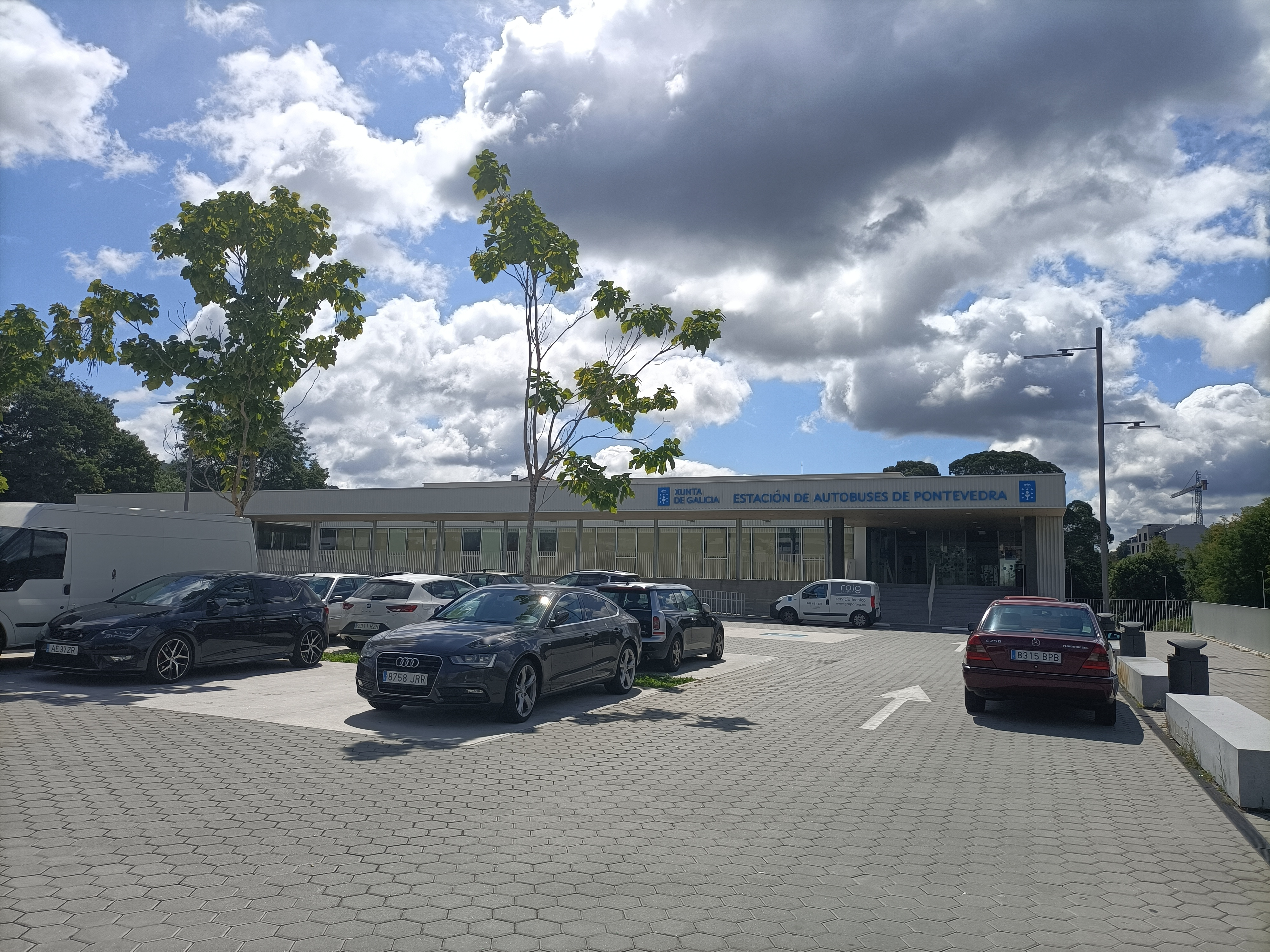
Entrada principal de la estación de autobuses de Pontevedra
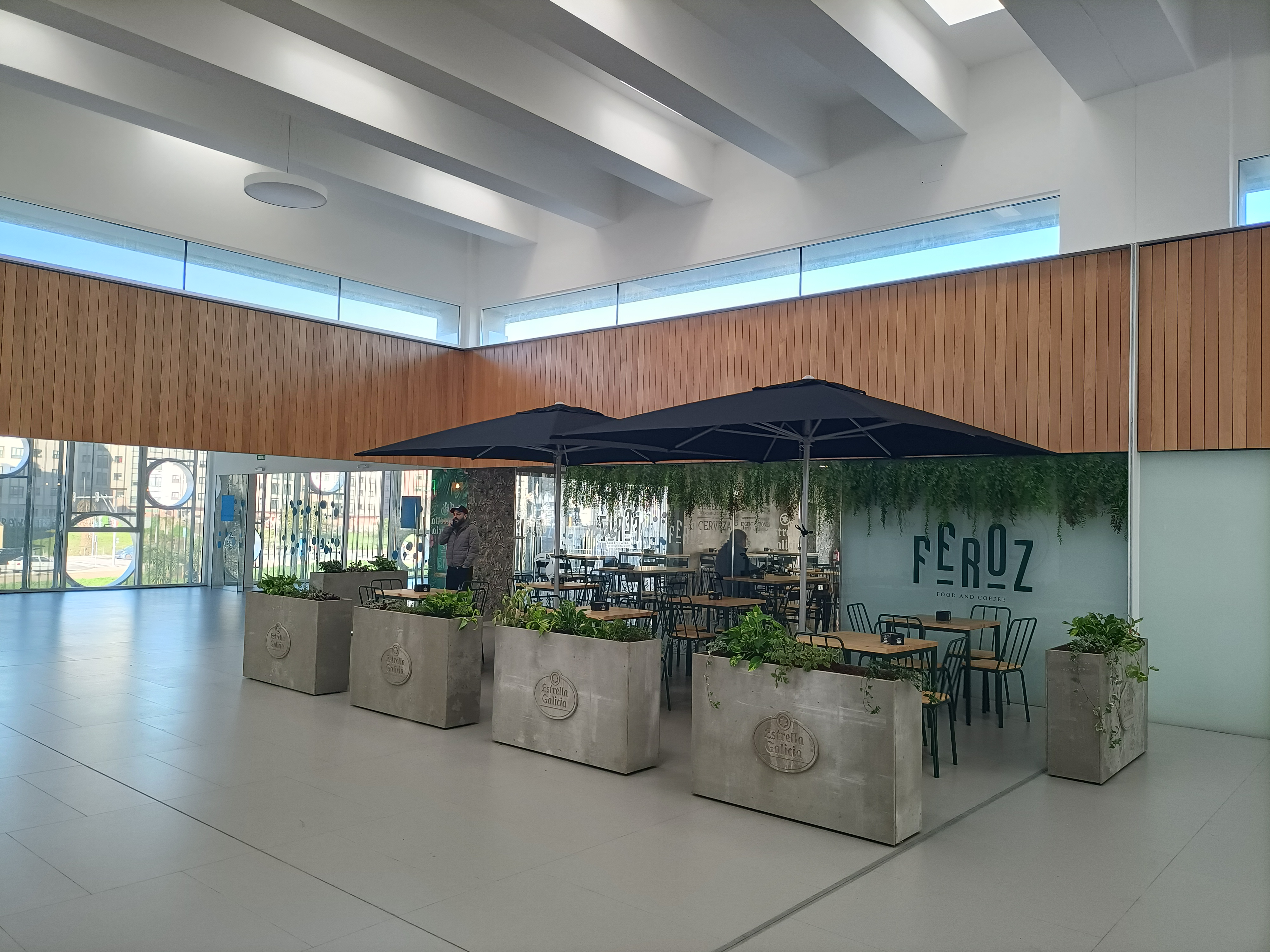
Cafetería de la estación de autobuses
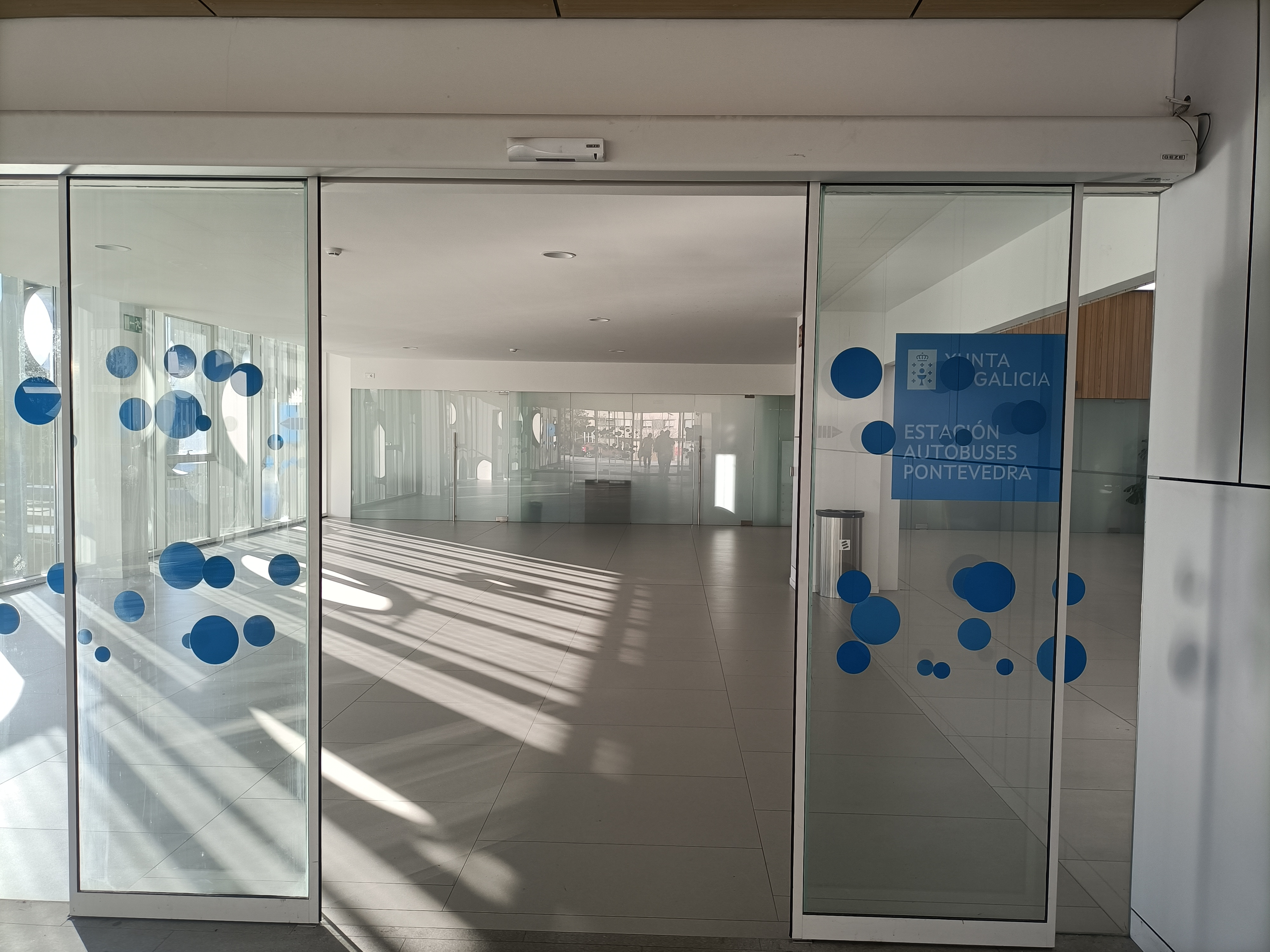
Una de las entradas al hall central
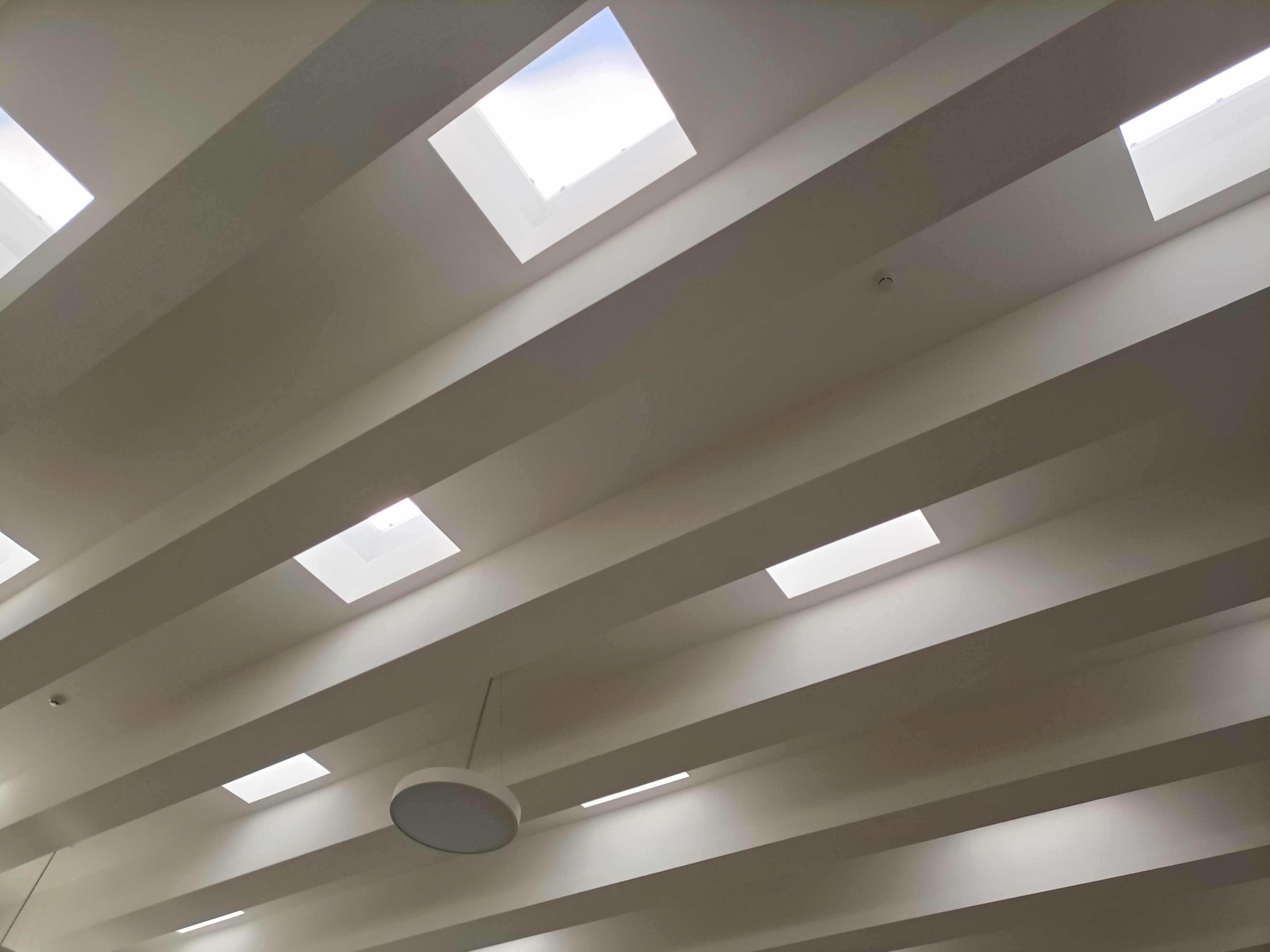
Lucernarios originales en el interior de la estación